# Enyo lugubris
| Classificação científica | Classificação científica |
| ------------------------ | ------------------------ |
| Domínio:                 | Eucariotos               |
| Reino:                   | Animalia                 |
| Filo:                    | Artrópodes               |
| Classe:                  | Insetos                  |
| Ordem:                   | Lepidópteros             |
| Família:                 | Esfingídeos              |
| Gênero:                  | Enyo                     |
| Espécies:                | E. lugubris              |

| Nome binomial | Nome binomial |
| --- | ------------- |
| Enyo lugubris ( Lineu , 1771) |               |
| Sinônimos |               |
| - Esfinge lugubris Linnaeus, 1771 - Esfinge fegeus Cramer, 1779 - Epistor luctuoso Boisduval, 1875 - Epistor lugubris delanoi Kernbach, 1962 |               |

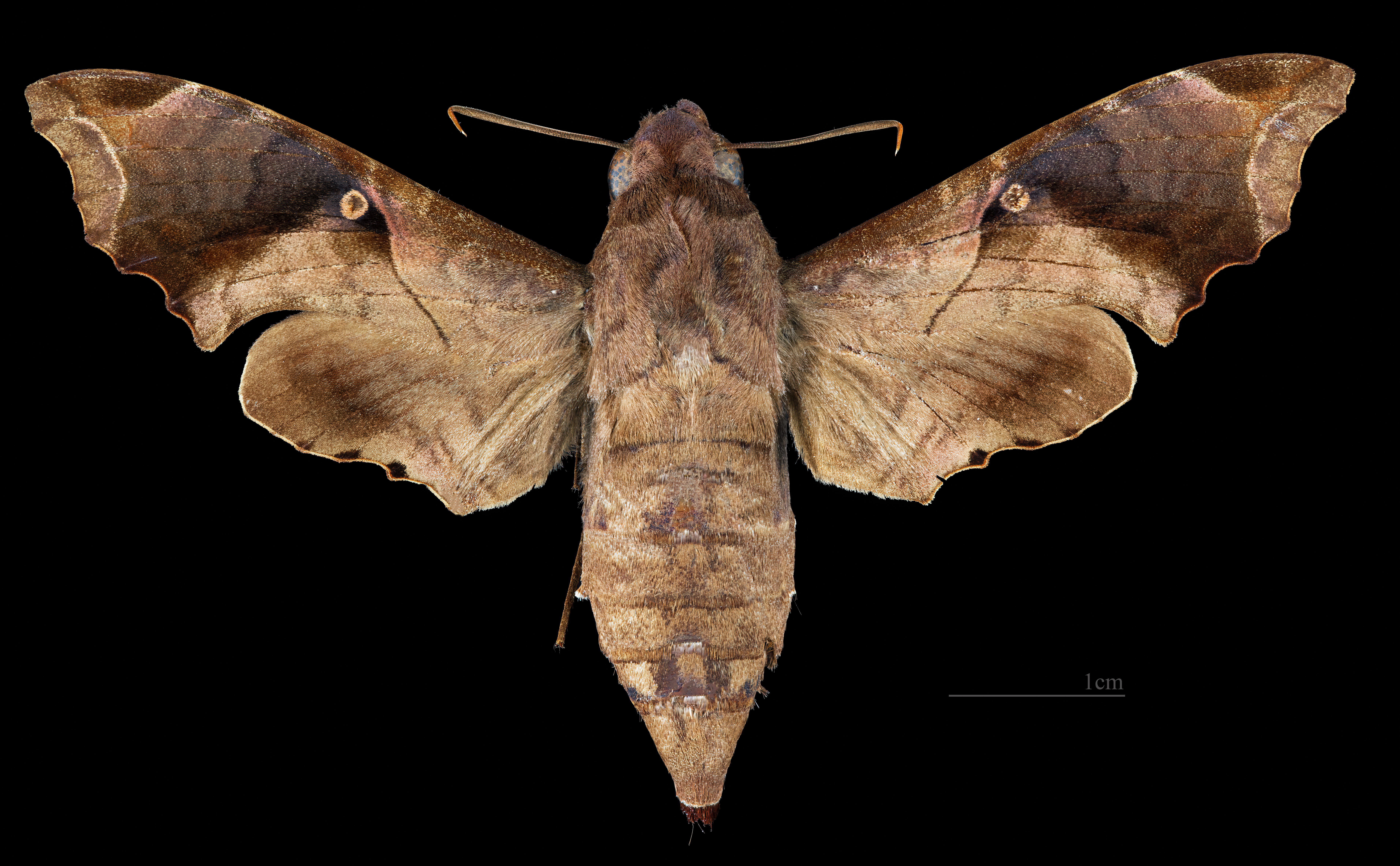
Enyo lugubris

Enyo lugubris, conhecida como "mournful sphinx" em inglês, é uma mariposa da família Sphingidae, amplamente distribuída pelas Américas, incluindo o Brasil.[carece de fontes?] No estado do Maranhão, essa espécie tem sido registrada em diversas localidades, especialmente em áreas de Cerrado, como o Parque Estadual do Mirador.

## Características
A Enyo lugubris possui uma envergadura de aproximadamente 50–60 mm.[carece de fontes?] Sua coloração escura e padrões distintos nas asas ajudam na camuflagem. Os adultos são ativos durante a noite e desempenham um papel importante na polinização de diversas plantas.

## Distribuição no Maranhão
No Maranhão, a espécie foi identificada em municípios como Balsas, Feira Nova do Maranhão e Imperatriz. O Parque Estadual do Mirador, uma área protegida de Cerrado, também abriga populações dessa mariposa, onde estudos científicos têm sido conduzidos para entender sua ecologia e comportamento.

## Alimentação e Ecologia
As larvas da Enyo lugubris provavelmente se alimentam de plantas da família Vitaceae, como Vitis, Cissus e Ampelopsis.[carece de fontes?] No Maranhão, pesquisas ainda estão em andamento para identificar suas plantas hospedeiras específicas.

## Conservação
Embora não seja considerada uma espécie ameaçada, a Enyo lugubris pode ser impactada pela degradação ambiental e pela expansão agrícola no Maranhão. A preservação de áreas naturais, como o Parque Estadual do Mirador, é essencial para garantir a sobrevivência dessa e de outras espécies de mariposas na região.